# Дніпровський сміттєспалювальний завод
Дніпровський сміттєспалювальний завод — колишній сміттєспалювальний завод у місті Дніпро.

## Історія
Завод до 1997 року отримував дотації з міського бюджету. Потім його було передано товариству з обмеженою відповідальністю «Екологія».